# 98 (nombre)
« Quatre-vingt-dix-huit » et « Nonante-huit » redirigent ici. Pour l'année, voir 98.
Le nombre 98 (quatre-vingt-dix-huit ou nonante-huit) est l'entier naturel qui suit 97 et qui précède 99.

## En mathématiques
Le nombre 98 est :
- Un nombre composé deux fois brésilien car 98 = 7713 = 2248.
- Un nombre de Wedderburn-Etherington.
- Un nombre nontotient.

## Dans d'autres domaines
Le nombre 98 est aussi :
- Le numéro atomique du californium, un actinide.
- le numéro de la sourate Al-Bayyina dans le Coran.
- La masse atomique du Technétium, un métal de transition.
- Le numéro de la route européenne E98 qui part de Topboğazi pour atteindre la Syrie.
- Les deux premiers numéros des Territoires d'Outre-Mer français.
  - 988 pour la Nouvelle-Calédonie,
  - 987 pour la Polynésie française,
  - 986 pour Wallis-et-Futuna.
- Années historiques : -98, 98 ou 1998.
- Ligne 98 .